# Borolia calipta
Borolia calipta är en fjärilsart som beskrevs av Lajos Vári. Borolia calipta ingår i släktet Borolia och familjen nattflyn. Inga underarter finns listade i Catalogue of Life.